# Sterculia speciosa
Sterculia speciosa là một loài thực vật có hoa trong họ Cẩm quỳ. Loài này được K. Schum. miêu tả khoa học đầu tiên năm 1886.